# Арзу Уршан
Арзу Уршан (р. 15 июля 1968, Сумгаит, Азербайджанская ССР, СССР) — азербайджанский и российский кинорежиссёр и сценарист.

## Биография
Родилась 15 июля 1968 года в городе Сумгаит, Азербайджан.
В 1984—1988 году училась в музыкальном училище, по классу фортепиано (Сумгаит).
В 1990—1994 году училась в Московском государственном институте культуры на факультете «режиссура драмы».
В 1992—1998 году училась в Российской академии театрального искусства по специальности «театровед».
С 1994—1997 гг. проходила практику в Московском государственном театре эстрады.
С 2000—2002 гг. работала режиссёром в Центре национальных кинематографий у сценариста и режиссёра Рустама Ибрагимбекова (Баку).
С 2000—2007 гг. работала в Государственной Азербайджанской Телерадиовещательной компании (АзТВ) режиссёром в редакции международных программ. Был подготовлен цикл телевизионных фильмов о Китае. Автор и ведущая радиопередачи «Во весь голос» в русской редакции.
В 2003 г. проходила мастер-классы у режиссёра Кшиштофа Занусси (Польша) и кинодраматурга Дагмара Бенке (Германия) в рамках программы АВАНТИ (Швейцария).
Посол от Международной федерации спортивного кино и телевидения(FICTS) в Италии
Член Союза Кинематографистов Российской Федерации
Член Союза Кинематографистов Азербайджана
Член Гильдии Кинорежиссёров Азербайджанской Республики

### Творчество
С 2009 года Арзу Уршан — сценарист, режиссёр в продюсерском центре «АзБуки» (Москва). По заказу ВГТРК сняла как автор и режиссёр документальный фильм «Храм для Онегина. После славы». Фильм транслировался на канале «Россия 1» в 2010 г. Документальный фильм посвящён необыкновенной судьбе известного поэта-песенника в 60-80 годах в СССР — Онегину Гаджикасимову.
В 2011г.  фильм «Храм для Онегина. После славы» получил приз за «Лучший телевизионный фильм» на VI Международном кинофестивале «Встреча» в г. Обнинске.
В 2011г. на VIII Международном Фестивале Фильмов (МФФ) «БАЛФЕСТ», с проходившем 15 по 17 октября в Пловдиве (Болгария), документальный фильм «Храм для Онегина. После славы» получил главный приз за раскрытие темы гуманизма.
В 2011г., по заказу Министерства культуры и туризма Азербайджанской Республики, сняла как автор и режиссёр документальный фильм «Дано мячу и падать и взлетать». Фильм посвящён 100-летней истории футбола в Азербайджане.
В 2011г. с 27 — 30 сентября, в г. Липецк (Россия), фильм участвовал на VIII Международном фестивале спортивных фильмов «АТЛАНТ». В номинации «Верность Олимпийским идеалам» фильм «Дано мячу и падать и взлетать» занял первое место
.
В 2011 году, на XXIX Международном кинофестивале спортивного кино и телевидения, проходившем с 28 октября по 2 ноября в г. Милане (Италия), в номинации «Лучший фильм о футболе» победила работа Арзу Уршан «Дано мячу и падать и взлетать».
В 2012 году фильм участвует на II Международном фестивале спортивных фильмов, проходящем с 11-14 мая в Стамбуле (Турция). Фестиваль посвящён продвижению заявки на право проведения Олимпиады 2020 г. По решению руководителей и директоров спортивных кинофестивалей от Международных федераций спортивного кино и телевидения, фильм из Азербайджана получает главный приз в номинации «Лучший фильм Клуба Федераций».
В 2012 году на IV Международном фестивале спортивного кино и телевидения, проходившем с 4 по 6 июня в Якутске (Республика Саха), документальный фильм Арзу Уршан «Дано мячу и падать и взлетать» в номинации «Лучший документальный фильм» занимает первое место.
В 2012 году сняла игровой полнометражный фильм «Преследование» по мотивам рассказа азербайджанского писателя Анара «Красный лимузин». В 2013 году на X Международном фестивале фильмов «БАЛФЕСТ» в Пловдиве (Болгария), фильм получил приз за «актуальность и профессионализм»..
В 2016 году документальный фильм «Первая тройка» (28 мин.) Соавтор сценария и режиссёр Арзу Уршан. Фильм снят по заказу Хоккейного клуба ЦСКА (Москва) и посвящён истории отечественного хоккея с шайбой с 1946—1957 гг. На Международном фестивале спортивных фильмов «Златибор — 2016» в Златиборе (Сербия) фильм получил приз за «лучший короткометражный документальный фильм».
2016 год — «ЦСКА. АТАКА 60-х» (26 мин.) Соавтор сценария и режиссёр Арзу Уршан. Фильм снимался по заказу Хоккейного Клуба ЦСКА (Москва) и посвящён истории отечественного хоккея с шайбой с 1957—1967 гг.
В июне 2018 года, на Международном фестивале спортивных фильмов «Златибор — 2018» в Златиборе (Сербия) сценарист и режиссёр Арзу Уршан получила приз «За высокий профессионализм в создании спортивных фильмов».
В 2018 году документальный фильм «Тройка на все времена» (26 мин.) Автор сценария и режиссёр Арзу Уршан. Фильм снят по заказу Хоккейного Клуба ЦСКА (Москва).
В 2019 году документальный фильм «Человек и собака. Любовью за любовь» (28 мин.) Автор сценария и режиссёр Арзу Уршан. Фильм о жизни бездомных собак в Азербайджане.
В 2025 году документальный фильм "Вслед за мечтой" (48 мин.).  Автор сценария, режиссёр и продюсер Арзу Уршан. Фильм о первой азербайджанке-альпинистке, взошедшей на вершину Эвереста в 2023г. 

### Фильмография
Режиссёр
- 2010 — Храм для Онегина. После славы
- 2011 — Дано мячу и падать и взлетать
- 2012 — художественный полнометражный фильм "Преследование" («Təqib») по сценарию Анара
- 2014 — В звуках тара. Мансуровы
- 2016 — Первая тройка
- 2016 — ЦСКА. АТАКА 60-х
- 2017 — Тройка на все времена
- 2019 — Человек и собака. Любовью за любовь
- 2025 — Вслед за мечтой

Сценарист
- 2010 — Храм для Онегина. После славы
- 2011 — Дано мячу и падать и взлетать
- 2014 — В звуках тара. Мансуровы
- 2016 — Первая тройка
- 2016 — ЦСКА. АТАКА 60-х
- 2017 — Тройка на все времена
- 2019 — Человек и собака. Любовью за любовь
- 2025 — Вслед за мечтой

Продюсер
2019 — Человек и собака. Любовью за любовь
2025 — Вслед за мечтой  